# Historie piva
Výroba piva je stará jako historie civilizovaného lidstva. Jedná se o jeden z nejstarších lidmi vyrobených kvašených nápojů, stejně tak jako medovina a datlové víno.

## Definice piva
Pivo je slabě alkoholický nápoj, vyrobený zkvašením obilného rmutu. Cukr nutný pro kvašení je získáván sladováním ječmene či jako v Německu, pšenice. A to zejména v Bavorsku, kde jsou pšeničná piva v oblibě. V USA, severní a jižní Americe, Maďarsku a Chorvatsku se přidává podíl kukuřice nebo v Asii rýže. Ročně se prodá přibližně 1 500 000 000 hl piva, což dělá z piva nejprodávanější nápoj na světě a jeho prodej stále stoupá. Největšími současnými producenty jsou Čína a USA. Česká republika drží primát nikoli ve výrobě piva, zde jsme klesli na sedmnácté místo ve světě, ale ve spotřebě piva na osobu a rok – asi 160 litrů.

## Starověk a pivo
Až do prvních let 20. století se mělo za to, že kolébkou přípravy sladu a piva byl starý Egypt. Na základě novějších archeologických vykopávek se profesoru Bedřichu Hroznému, v letech 1900 až 1913 podařilo rozluštit starobabylonské, sumerské a asyrské klínové písmo. Při tom se mu mimo jiné podařilo objeviti sumerské recepty na vaření piva ze III. tisíciletí před n. l. a zjistiti, že již staří Sumerové znali slad a vařili pivo a zjistiti dále, že v orbě a vaření piva byli i Egypťané odvislí od Babylonie (spis Das Getreide im alten Babylonien, 1913).
Podle současných archeologických nálezů ve starověké Mezopotámii znali výrobu piva již předsumerští obyvatelé Sumeru před více než 4000 lety. Prokazuje to hlavně Sumery přejaté pivovarnické názvosloví. Dokonce byly v Izraeli nalezeny znaky vaření piva staré 13000 let.
Kvašené nápoje pilo lidstvo odnepaměti. J. N. Večerníček v Dějinách piva zmiňuje, že enzym, který v lidském těle rozkládá alkohol se vyvíjel v lidském těle desetitisíce let a lidé proto museli alkohol znát ještě z dob „kdy byli zvířata“. Oproti dosavadním teoriím o náhodném vzniku piva přišel s novou teorií a pivo popisuje jako produkt solidarity, kdy první lidé sběrači shromažďovali obilky trávy a bezzubým starým lidem a dětem zrnka předžvýkávali do zásoby. Rozžvýkaná zrna v tekutém stavu zkvasila na první obilnou zkvašeninu a pokud uschla, byl to první chléb. Tomu podle něj nasvědčují např. starogermánské legendy, které říkají, že první pivo zkvasil Odin svými slinami a také zvyky primitivních národů které dodnes starým lidem předžvýkávají potravu a vyrábí také alkoholické nápoje zkvašováním rozžvýkaných zrn. Tímto způsobem vyráběli své kukuřičné pivo i ve velkých amerických civilizacích Inkové, Mayové a Aztékové.
K objevu kvašení došlo nezávisle na sobě v různých částech světa, jen základní ingredience se lišily dle možností jednotlivých částí světa.

## Pivo v Mezopotámii
Mezopotámie je území mezi řekami Eufrat a Tigris. Dnes se na tomto území rozkládá stát Irák. Kolem roku 6 000 př. n. l. zde sídlila nejstarší známá civilizace, Sumerové. První písemné památky pocházejí z doby asi 4 000 let př. n. l., a v jedné z nich je výslovná zmínka o nápoji, který Sumerové nazývali kaš. V díle nazvaném Hymna bohyni Ninkasi je uveden postup výroby tohoto nápoje za použití chleba z ječmene. Tento chléb, sumersky zvaný bapiru se rozdrobil do vody, přidal se ječmenný nebo pšeničný slad a vzniklá kaše se nechala kvasit. Někdy se přidávala zelená hořčice, či jiné rostliny pro dosažení hořké chuti, neboť chmel nebyl dosud znám. K dosažení hořkosti se mohl přidat i slad, pražený v popelu. Dalším písemným dokladem je Epos o Gilgamešovi ze 3. tisíciletí př. n. l. Epos uvádí, že dříve neexistovali lidé, pouze tvorové mezi opicí a člověkem. Proměna těchto tvorů v lidi se udála pomocí piva. Tato část eposu zní přibližně:
Enkidu, primitivní bytost, který jedl pouze trávu a pil mléko divokých zvířat, chtěl změřit síly s polobohem Gilgamešem. Protože Gilgameš se nechtěl srovnávat s takovým primitivním troufalcem, poslal mu krásnou ženu, která měla naučit Ekidua rozeznávat svoje přednosti a nedostatky. Tato žena jej učila po dobu sedmi dní a nocí slovy: Jez chléb, Enkidu, neboť ten patří k životu, pij pivo, neboť je to zvyk této země. Enkidu vypil sedm džbánků piva a srdce jej zabolelo. Poté se vykoupal a stal se člověkem.
V další báji o stvoření světa Enúma eliš se uvádí:
Před Anšara předstoupili bozi,
plni radosti jedli chléb a pili pivo,
sladkým nápojem svá hrdla prolévali, a jak popíjeli,
nálada stoupala, holedbali se a byli lehké mysli.
Po zhroucení říše Sumerů nastoupili Babyloňané (Chetité) a převzali kulturu poražených i s jejich recepty. Akademik Bedřich Hrozný, který jako první na světě v roce 1913 rozluštil jejich písmo, uvádí ve své knize "Obilí ve staré Babylonii", že oba starověké národy, jak Sumerové tak Babyloňané nejen že znali postup výroby piva a sladu, ale na svých tabulkách uvádějí i prastaré recepty na různé druhy piv: pivo husté, pivo červené, pivo černé. Tato piva měla kašovitou konzistenci, spíše se srkala nežli pila. Výroba piva ovšem vyžadovala zabezpečené zemědělství. Babyloňané využili spádového rozdílu mezi řekami Eufrat a Tigris pro soustavu zavodňovacích kanálů se stavidly a rybníky, kterými tekla voda z výše položeného Tigridu do níže položeného Eufratu. Tento systém byl tak užitečný, že pole dávala úrodu ječmene a pšenice až čtyřikrát za rok, jak uvádí řecký „otec dějepisu“ Hérodotos ve svém díle Dějiny. Dnes to zní jako pohádka. Ve starém Babylonu bylo známo více než 20 druhů piv. V době největšího rozkvětu říše vyváželi Babyloňané pivo až do 1000 km vzdáleného Egypta. Co vlastně nakonec Egypťané po několikatýdenní dopravě pod horkým sluncem pili, zůstává otázkou.
20 druhů piva nazývaného „sikaru“ vařeného v Babylonu:
- 8 piv vyráběli ze špaldy a přídavkem ječmene
- 8 piv vyráběli jen z ječmene
- 4 piva byla z více surovin, ve kterých převažoval ječmen

Mezi tato piva patřily kupříkladu tyto druhy piv:
- řídké pivo, vyrobené z ječmene
- černé pivo z ječmene s přidáním trochy špaldy, což byl starý druh nešlechtěné pšenice
- jemné černé pivo, obsahující 80 % pražené špaldy a 20 % sladované špaldy
- jemné bílé pivo, vyráběné ze špaldy a sladovaného ječmene
- červené pivo z pivních chlebů, pečených ze sladované špaldy
- PRIMA tmavé pivo, vařené ze tří dílů: pivní chleba, sladovaná špalda, nesladovaná špalda
- ležák, určený hlavně pro export do Egypta, bylo vařeno z ječmene a špaldy
- zbytkové pivo, vyráběné ze zbytků surovin z výroby ostatních piv, jednalo se o laciné pivo

Pivo bylo tím dražší, čím více špaldy obsahovalo.

### Chammurapiho zákoník a pivo
Nejstarší dochovaný zákoník na světě, který vydal král Chammurapi (1728–1686 př. n. l.), obsahuje i části týkající se piva.
Tresty se týkaly například:
- čepování piva:

Kdo bude míchat do piva vodu, bude utopen v sudu, nebo trychtýřem bude lito do něj tak dlouho pivo, dokud nezemře.
- placení v hospodě:

Šenkýřka, která si nechá platit čepované pivo stříbrem, místo aby přijala ječmen, bude utopena. Tentýž trest čeká šenkýřku, která prodává špatné pivo.
- vnitřní bezpečnost státu:

Šenkýřka, která ve své krčmě trpí politické debaty, nebo jiné řeči, poškozující stát a neudá tyto lidi vrchnosti, bude usmrcena.
- porušení posvátného povolání chrámových služebnic:

Kněžka, která navštěvuje pivnice, nebo dokonce některou otevře, bude upálena.
O úctě k pivu mluví i dodržování nepsaného zákona v Babylonii, že během vojenských tažení (která byla velmi častá), ušetřit v dobytém městě pivovar.

## Pivo v Egyptě
Až do objevů českého orientalisty Bedřicha Hrozného byl za kolébku piva považován Egypt. O pivovarnictví v obou zemích starověkého Egypta, tedy Dolní a Horní říše existuje mnoho písemných dokumentů i archeologických vykopávek. Hieroglyf pro pivo i chléb byl po dlouhou dobu stejný. V roce 1988 vykopal americký antropolog Jeremy Geller zbytky pivovaru asi 900 km proti proudu Nilu. Tým archeologů z Yaleovy univerzity poblíž Káhiry objevil pekárnu a pivovar blízko sebe. Stáří se odhaduje asi 4 500 př. n. l. Blízkost obou objektů není náhoda, v Egyptě se stejně jako v Mezopotámii vyrábělo pivo z ječných či pšeničných chlebů, případně ze směsi těchto obilovin. Z mouky semleté na mlýnských kamenech se připravilo těsto, přidal se zbytek těsta z minulé výroby, které obsahovalo kvasnice. Z těsta se pak tvarovaly chleby nebo kaše rozředila a nechala kvasit. Vykvašená kaše, které bychom dnes mohli říkat mladé pivo se ochucovala různým kořením. Pivo bylo považováno za dar boha Re a bylo zváno hek nebo zythum – víno z ječmene. Staroegyptský bůh Re byl považován za stvořitele bohů a lidí. Pivo bylo považováno za vynález boha Osirise, později se bohyněmi piva staly bohyně Menket a Tenemit. Byly nalezeny kamenné desky s hieroglyfy, jejichž část byla rozluštěna jako hymnus na sumerskou bohyni piva Ninkasi. Druhý hymnus popisoval výrobu piva. Přijetí sumerské bohyně za vlastní může potvrzovat domněnku, že Sumerové znali výrobu piva dříve než Egypťané. Podle historiků měl na vaření piva nejprve monopol faraon, posléze se toto privilegium rozšířilo i mezi vysoké kněžstvo a šlechtu. Vedle chleba, česneku a cibule bylo pivo hlavním pokrmem pro dělníky pracující na stavbě pyramid. Denní dávka potravin pak představovala dva džbánky piva, tři až čtyři bochníčky chleba a k tomu cibuli a česnek. Pivo představovalo i platební nástroj. Armáda, státní úředníci a ostatní státní zaměstnanci dostávali část platu v pivu. Ve starém Egyptě se pivo vařilo z ječného sladu. Existují i zprávy o používání datlí, rohovníků a máku. K namletému ječnému šrotu se přidal namletý pšeničný šrot, ze vzniklého těsta se vytvarovaly bochníky chleba, které se upekly v pekárnách. Upečené pivní chleby se rozdrtily, smíchaly s vodou, vzniklá kaše se nalila do džbánů. Mohla být přidávána i šťáva z datlí. Naplněné džbány byly zazátkovány hliněnými zátkami a obsah se nechal samovolně kvasit. Později, v období Nové říše se pivní chleby už nepekly ve formách. Na otevřeném ohništi se upekly chlebové placky, po upečení s v kádi rozšlapaly společně s vodou, asi jako se šlape zelí. Pivo nebylo chmelené, bylo husté, takže ho bylo nutno srkat slámkou a jeho chuť dnešní pivo příliš nepřipomínala. V tehdejší době si každý pivo vyráběl doma, řemeslníci a ostatní pracovníci dostávali dokonce dovolenou, aby si mohli své pivo navařit. Ne každé pivo se jistě podařilo. Zkyslé nebo jinak zkažené pivo dostávali otroci. Za tehdejších hygienických podmínek bylo zajisté i takové pivo chutnější než voda. Sloužilo také jako přídavek do léků, například při paradontóze, uštknutí štírem a dalších chorobách. Mnohem později, za vlády Ptolemaiovců (323–30 př. n. l.) byly stavěny státní pivovary. Tak se stát stal monopolním výrobcem piva. Zisky z daní přinášely nemalé částky do státní pokladny. Později se prodávali licence i soukromým osobám, aby stát zvýšil příjem z daní. Takže vedle státních pivovarů fungovaly i pivovary soukromé, ovšem státem kontrolované.

### Egyptští bohové a pivo
Pivo se zejména v období vlády Ramesse II. Velikého (1290–1224) stalo nejoblíbenějším nápojem v Egyptě a dalších zemích na březích Středozemního moře. Kněží a studenti při chrámech dostávali chléb, pivo a jiné dary od věřících a hlavně od příbuzných svých studentů. Pivo věnovali chrámům jako dar i vladaři. Tak se pivo stalo obětním darem, který nechyběl při starověkých bohoslužbách. Kněz otevřel schránku příslušného boha, pomazal sochu vonnými oleji, oblékl jí nový šat a zapálil kadidlo. Poté božstvu předložil obětiny. Pečená masa, koláče, mléko a pivo. Po jisté době, kdy se předpokládalo, že bůh snědl nehmotnou část pokrmu a vypil nehmotnou část nápojů, kněží dojedli a dopili hmotnou část. Na cestu do podsvětí dostávali dary i mrtví. Stejně jako ve starém Babylonu, Asýrii a Sumeru nechybělo ani zde pivo. Faraon na svou posmrtnou cestu do záhrobí dostával dokonce čtyři druhy piva.

## Pivo v Tibetu
- Čhang

Domácí pivo z rýže, pšenice nebo ječmene. Procenta alkoholu se liší, někdy se čhang podobá spíše husté polévce, jindy může připomínat něco mezi pivem a vínem. Pije se zejména v horách a místní lidé ho s oblibou nosí na dlouhých cestách po kopcích na dočerpání energie.
- Rakši

Rakši je domácí pálenka z pšenice, rýže nebo kalužnice, což je druh obiloviny. Každá rodina má svůj osvědčený recept na tento tradiční nápoj.
- Tongba

Tibetské pivo. Kvašené proso, které se dolévá horkou vodou a pije brčkem z obrovského dřevěného tupláku.

## Pivo v Indii a Číně
Staří Indové znali výrobu piva již kolem roku 3200 př. n. l. Historici předpokládají, že staří Číňané a Tibeťané ovládali výrobu kvašených nápojů z ječmene. Jako další surovinu užívali proso nebo výhonky bambusu. Je dost možné, že pro zlepšení chuti používali Indové chmel dříve než Evropané.

## Pivo v Americe
Pivo bylo známo už v předkolumbovské Americe. Archeologické vykopávky v Peru prokázali existenci pivovarů už kolem roku 1000. Podle archeologů se nejednalo jen o místo kde se pivo vařilo, ale i o velkou pivnici. Všechno zde vyrobené pivo zde také bylo vypito. V Andách se vyráběl i nápoj zvaný čiča nebo také chicha což je alkoholický nápoj připravovaný z rozžvýkané a následně zkvašené kukuřice či dužiny jiných rostlin. Obsah alkoholu se pohybuje mezi 40–60 %. Indiáni také vařili alkoholické nápoje z třtinového či javorového sirupu nebo z aloe.

## Pivo ve starověké Palestině
Starozákonní Židé poznali pivo bezpochyby během svého prvního otroctví v Egyptě či druhého otroctví v Babylonu. V těchto zemích bylo pivo běžným nápojem. Židé si znalost výroby piva zcela jistě vzali s sebou do Zaslíbené země. Nazývali pivo secha. Bylo jejich běžným denním nápojem o všedních dnech, ve dnech svátečních pivo nahrazovali vínem. Legenda tvrdí, že první pivo vyrobil Abimelech (v hebrejštině Abimelek), který byl levobočkem krále Gedeona. Gedeon vařil z ječmene silné červené pivo a z pšenice jemné světlé pivo. Jazykem starověké Palestiny byla aramejština, což byl ostatně i jazyk Ježíše Krista. V aramejštině bylo pivo nazýváno parsoma. Izraelité používali také slovo prusma, či výraz šecher, připomínající babylonský výraz sikaru. K výrobě piva Izraelité na rozdíl od Egypťanů a Babyloňanů nepoužívali pivní chleby. Ječmen sušili na prudkém slunci, následně ho rozmačkali a rozmíchali s vodou a nechali kvasit. Pro zlepšení chuti přidávali různé koření, jako šafrán nebo pelyněk. Izraelité používali při výrobě piva i chmel. Chmel byl nazýván kešut nebo kišoš. Starý zákon, který je součástí Bible, uvádí řadu zákazů a příkazů. Jedním ze zákazů je i zákaz pojídání i pití kvašených nápojů. Pivo zde ovšem není výslovně uvedeno. Podle názorů biblistů se tento zákaz požívání kvašených potravin piva a vína přesto týkal. Na rozdíl od vína ale nebylo pivo používáno při starozákonní oběti. Proto pivo tedy zůstalo pro Izraelce pouze druhořadým nápojem.

## Pivo v antickém Řecku a Římě
Staří Řekové poznali výrobu piva při svých námořních cestách do Egypta. Autor antických tragédií Aischylos představuje Egypťany jako ty, kdož pijí medovinu vyrobenou z ječmene. Jiný antický básník Archilochos popisuje již v sedmém století před n. l. maloasijskou Frýgii, kde se vyrábělo pivo z namočeného ječného chleba, mnohdy s přídavkem ovoce. Líčí také výrobu piva v antické Thrákii, na území dnešního Rumunska. Nejznámější řecký lékař Hippokrates z Kou (asi 4. st. př. n. l.) používal pivo pouze jako lék proti nespavosti či horečce. Pravidelné pití piva ale Hippokrates nedoporučoval. Filosof Aristoteles, syn jiného starověkého lékaře zkoumal účinky všech tehdy dostupných omamných látek sám na sobě. Učinil sám na sobě velmi zajímavý objev: „… pokud se někdo napije mnoho piva, kácí se směrem dozadu, pokud však pije mnoho vína, kácí se na všechny strany“. Od Řeků se znalost výroby piva rozšířila do Říma, Hispánie, Velké Británie a do dalších zemí. Staří Etruskové a po nich i Římané vyráběli pivo, které nazývali cervisia podle římské bohyně úrody Ceres. Pivo bylo pravděpodobně v Římě nejprve používáno jako lék, obdobně jako v Řecku. Do začátku našeho letopočtu bylo pivo v Římě oblíbeno. Později, v době největší slávy Říma, obliba piva klesla a Římané dávali přednost vínu. Zřejmým důvodem byla oblíbenost piva u barbarů, odvěkých nepřátel Říma. Tak se pivo pro Římany v prvních stoletích našeho letopočtu stalo vhodným pouze pro tzv. plebs, tedy chudinu. Přesto se pivo v Římské říši vyrábělo a samozřejmě konzumovalo, a to hlavně na územích, kde pro pěstování vinné révy nebyly vhodné klimatické podmínky nebo kde nebylo možné víno koupit či ho tam dopravit. Gaius Julius Caesar, římský vojevůdce, si pivo pochvaloval. Své legie nechával zásobovat pivem na svých taženích Evropou, vezl si ho i na tažení do Británie. Měl prý pronést slova: pivo je vážený a mocný nápoj. Římský císař Julianus (332–363) napsal o pivu posměšnou báseň, kde píše: „kdo pije víno, je cítit nektarem, kdo pije pivo, smrdí po kozlu“. Jeho nástupce císař Flavius Valens naopak pivu holdoval. Měl v oblibě zejména pivo Sabazios. Toto pivo bylo pojmenováno po římské provincii Sabaium na území dnešního Rakouska. Odtud se pivo Sabazios na císařský dvůr dováželo. Láska k dováženému pivu vynesla Flaviovi hanlivou přezdívku Sabaiarius. Tato přezdívka se po jeho smrti přenesla na všechny velké pijáky piva a to nejen v Římské říši, ale na všechny, kdož nedokáží odhadnout svou míru.

## Pivo v Iberii
Začátkem našeho letopočtu byla výroba piva známá též v horách Iberie, na území dnešního Španělska a Portugalska. Pivo zde bylo ceněno stejně jako víno. Vyrábělo se z ječmene a prosa. Ve Španělsku se pivo nazývalo celia nebo ceria. Z toho vznikl dnešní španělský výraz pro pivo cerveza.

## Historie vaření piva Galy
Galové vyráběli pivo z ječmene nebo z pšenice a nejspíše jako první na světě ho čepovali ze sudů. V prvním století před n. l. seznámili se svým pivem, které nazývali korma také Římany. Římští legionáři si zvykli pít pivo z pohárů vydlabaných z tykve. Jeden takový je zachován v pařížském muzeu Carnavalet. Je ozdoben nápisem „Naplň mne znovu, spanilá hostitelko, znovu pivem“. Galové vařili pivo nejen z pšenice a ječmene, ale také z ovsa, prosa a čočky. Pro vylepšení chuti byly do nápoje přidávány pelyněk, šalvěj, puškvorec a další ingredience.

## Historie vaření piva Germány
Staří Germáni vyráběli pivo na svých územích podle některých pramenů již 1600 let před n. l., podle jiných 800 př. n. l. Vedle medoviny bylo pivo mezi Germány nejrozšířenějším nápojem. Pivo vařili v bronzovém kotli do něhož vkládali horké kameny, nebo byl kotel umístěn nad ohništěm. Nápoj ochucovali myrtou, dubovým listím nebo dubovými kořínky. Pivo bylo jistě kalné, se zbytky sladu. Nebylo příliš silné, a v teplejším období se nedalo dlouho skladovat. Římský historik Publius Cornelius Tacitus (55–120) píše o Germánech či Teutonech:
… polehávajíce na medvědích kožešinách nestřídmě holdují strašnému nápoji vyrobenému z ječmene či pšenice, velmi nepodobnému ušlechtilému vínu…
… a tento ohavný nápoj pijí až do němoty z velkých tuřích rohů.
Nejstarším důkazem výroby a pití piva ve střední Evropě je amfora nalezená poblíž Kulmbachu v dnešním Bavorsku. Nádoba obsahovala zbytky obilného nápoje z doby halštatské kultury, tedy z doby zhruba 800 let př. n. l. Pivo bývalo obětováno bohům stejně tak jako v Egyptě. Důvodem bylo, že po vypití piva se pijákova nálada obvykle zlepšila. Staří Germáni proto věřili, že pivo obsahuje ducha lidem nakloněného božstva, a že jeho pitím tento božský duch přechází na člověka. Krom piva měli Germáni v oblibě též medovinu. Ve starogermánštině se medovina nazývala met, z indoevropského základu medhu. Stejně jako pivo byla i medovina považována v nordické mytologii za dar bohů.

## Historie vaření piva Kelty
Keltové byli národem žijícím na britských ostrovech. Vyráběli kvašený nápoj z obilí, který ochucovali medem. Zprávu o tom podal řecký námořník Pytheas, který v roce 330 př. n. l. hledal mořskou cestu z Řecka do Pobaltí k nalezištím jantaru a během své cesty navštívil Anglii, Skotsko, Irsko a Island. Finský národní epos Kalevala výrobu piva na severu Evropy potvrzuje. O úctě, kterou severské národy chovali k pivu svědčí skutečnost, že epos věnuje 200 veršů stvoření světa a 400 veršů výrobě piva. Další severský epos Edda říká, že víno je nápoj vyhrazený bohům, zato pivo je nápoj pro obyčejné smrtelníky, který je má upozorňovat na realitu smrti.

## Historie vaření piva Slovany
Slované používali k výrobě piva pšenici, ječmen a jistě i ostatní obiloviny. Řek Priskos byl účastníkem poselstva k Attilovi v roce 448 n. l. a popisuje přivítání poselstva Slovany na území Ruska nápojem zvaným kanas. Vyráběl se z rozdrcených surovin smíchaných s horkou vodou a následně přecezeným přes slámu. Do vychladlého nápoje byli přidány kvasnice. Nápoj Slované pili po ukončení kvasného procesu. Tento postup připomíná výrobu tzv. kvasu, nápoje, který se v Rusku vyrábí dodnes i když od piva se liší.

## Historie vaření piva ve střední Evropě
V roce 2017 byl na území ČR v obci Kladina učiněn nález bronzové nádoby u kterého bylo pozdější analýzou prokázáno že obsahovala nápoj z kvašeného prosa. Nádoba je 3000 let stará a jedná se tak o nejstarší pivo na území Evropy.
První zmínky o vaření piva na území dnešní České republiky pocházejí ze čtvrtého století před n. l. Předpokládá se, že v té době přišel do střední Evropy keltský kmen Bójů ze severní Itálie a znalost vaření piva přinesli s sebou. Tito Keltové byly později vytlačeni Markomany. Markomané se však výrobou piva příliš neproslavili. Od třetího století našeho letopočtu na území dnešní České republiky přicházeli Slované z východu. Přinesli s sebou znalost výroby piva z ječmene, pšenice a ovsa včetně chmelení. Ke konci starověku dochází k šíření křesťanství, které mělo nepříznivý vliv na výrobu piva. Misionáři tvrdili, že Bible konzumaci piva nedoporučuje. Proto výrobu piva nepodporovali, upřednostňovali vysazování vinic. Dalším důvodem upřednostňování vína před pivem byl fakt, že pro křesťanské bohoslužby je víno nezastupitelným artiklem. Pohled na pivo jako nápoj se z církevního hlediska změnil až v roce 816 po církevním koncilu v městě Aix la Chapelle. Na tomto koncilu doporučili církevní hodnostáři klášterům věnovat se zemědělství, zejména rybníkářství a výrobě piva. Důvodem bylo „liquida non fragunt lentum“, tedy „nápoje postu neruší“. V době velmi častých postů bylo pro mnichy v klášterech důležité uznání piva jako doporučeného postního nápoje, stejně jako rybí maso jako doporučeného postního jídla. Ve středověku se pivo nabízelo i dětem, nejspíše proto, že v tehdejších hygienických podmínkách bylo pivo, vařené s chmelem zdravější než voda z některých zdrojů.

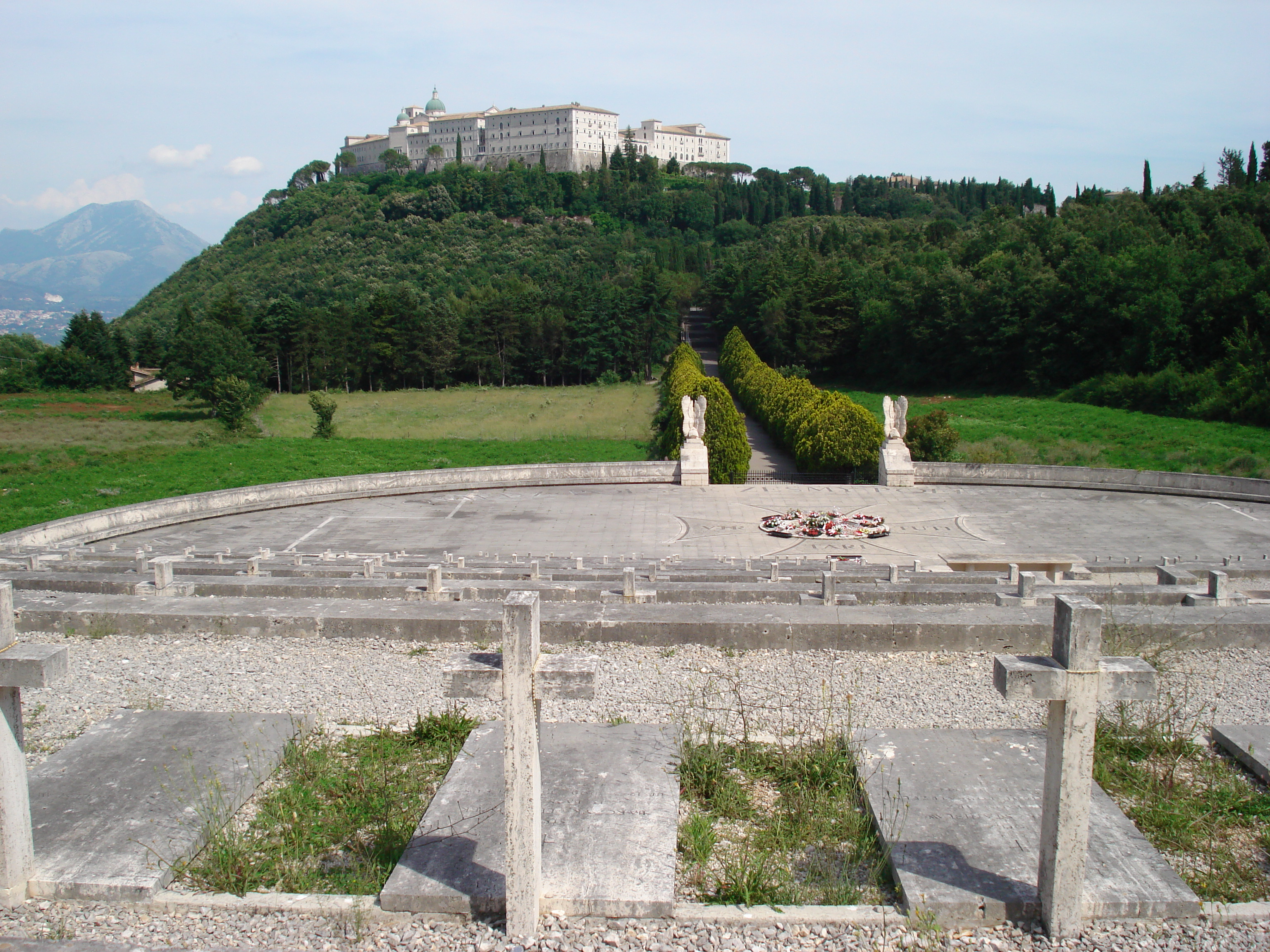
Klášter Monte Cassino

### Kláštery a pivo
Nejstarší mnišský řád, řád benediktinů, byl založen roku 529 sv. Benediktinem na hoře Monte Cassino. Své řádové heslo „Ora et labora“ neboli „Modli se a pracuj“ naplňovali mniši prací zejména pro zajištění vlastní obživy. Na svých pozemcích začali kláštery pěstovat chmel a vařit piva s přísadou chmele. Používání chmele pro výrobu piva zůstávalo hlavně díky klášterním pivovarům doménou střední Evropy. V západní Evropě se chmel k výrobě piva začal používat až v 15. století. Benediktinští mniši byli zdatnými pivovarníky. V devátém a desátém století tak v Bavorsku a českých zemích vznikla řada klášterních pivovarů, kde se vařilo pivo vynikající kvality. Mnoho názvů pivovarů se dochovalo dodnes, zejména v Mnichově. Například pivovar Paulaner – tedy paulánský, Franziskaner – tedy františkánský, Augustiner – tedy augustiniánský. Nejstarší dosud fungující pivovar na světě je státní pivovar ve Freisingu u Mnichova s názvem Bayerische Staatsbrauerei Weihen Stephan. Je v provozu od roku 1040. Další, od roku 1140 nepřetržitě fungující benediktinský klášterní pivovar je opět v Bavorsku, v městečku Weltenburg.

### Stát a pivo ve středověku
Stálý nedostatek peněz ve státních či šlechtických pokladnách vedl k zavedení daně z piva. Fakt, že se část pšenice místo k výrobě chleba spotřebovala na výrobu piva, vedl v průběhu dvanáctého až šestnáctého století k řadě nařízení a příkazů.
- V roce 1156 byl vydán v Augšpurku zákon zvaný „Justitia Civitatis“, nejstarší německý právní dokument, týkající se městského práva. V tomto dokumentu se praví: Kdo prodává špatné pivo nebo dává podměrečnou míru, bude potrestán…
- V roce 1393 byl vydán v Norimberku zákon týkající se piva: k výrobě piva se může používat pouze ječmen…. K tomuto nařízení vedl nedostatek pšenice.
- Dosud platný je výnos bavorského vévody Viléma IV., takzvaný „Zákon o čistotě piva“ – Reinheitsgebot, podle něhož se pivo může vyrábět pouze za užití chmelu, sladu a vody.

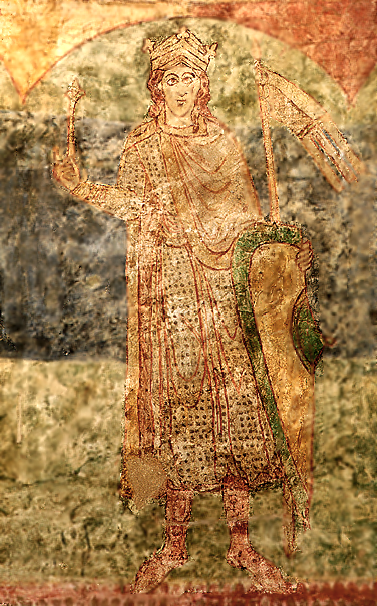
Vratislav II. král český, freska, rotunda Znojmo

## Historie vaření piva v Čechách
Nejstarší klášterní pivovar na českém území byl pravděpodobně založen roku 970 konventem benediktinek u sv. Jiří na Pražském hradě. Lze se tak domnívat proto, že kláštery měly vždy vlastní výrobu piva stejně jako vlastní pekárny. Dalším důvodem k této domněnce je skutečnost, že výroba piva v té době byla výlučně ženskou prací. Jistá je existence pivovaru v břevnovském mužském klášteře, založeném knížetem Boleslavem II. a pražským sídelním biskupem sv. Vojtěchem roku 993. Třetí nejstarší klášter založil opět kníže Boleslav II. Benediktinský klášter v Ostrově u Davle byl postavený na soutoku Vltavy a Sázavy na ostrově sv. Kiliána roku 990. Pití piva v českých zemích dosáhlo takové míry, že věřící, holdující nesmírnému pití piva, nevedli řádný život. Proto si sv. Vojtěch údajně vynutil na papeži zákaz výroby i konzumace piva ve své diecézi, zahrnující celé Čechy. Tato první a naštěstí poslední prohibice v zemích Koruny české, některými historiky nepotvrzená, měla trvat do 12. století. Od konce 12. století byla pivu vrácena doložka postního nápoje, pivo bylo opět vařeno v českých zemích nejen v klášterech, ale i u šlechticů, měšťanů a dalších vrstev obyvatelstva. Na počátku středověku se v zemích Koruny české staly centrem kultury kapituly, tedy sbor duchovních tzv. kanovníků, řízených proboštem a kapitulním děkanem. Kapituly podléhaly diecéznímu biskupovi. Nejstarší kapitulou v českých zemích byla staroboleslavská kapitula, založená roku 1039 – 1046 českým knížetem Břetislavem I. Pivovar zde fungoval pravděpodobně od roku 1052 s přestávkami až do roku 1913. V zakládající listině kapituly je uložena povinnost poddaných dodávat církevní vrchnosti desátky chmele ze žateckých statků. Jedná se o nejstarší listinu dokazující pěstování chmele na českém území v desátém století. Kapitulu na pražském Vyšehradě založil český kníže Vratislav II., který v té době na Vyšehradě sídlil. Nadační listina této kolegiální kapituly při kostele sv. Petra a Pavla na pražském Vyšehradě z roku 1088 výslovně jmenuje pivovar na Trávníku, stojící v lokalitě přímo pod Vyšehradem. Nadační listina uvádí také jména sládků a výši daně, odváděné z piva, vyrobeného z pšenice a ječmene. Vratislav II. roku 1091 vydal listinu, ukládající poddaným vyšehradské kapituly platit desátek z pěstování chmele.

### Právo várečné
Panovník si pro zajištění loajality nově založených měst vyhradil právo udílení nového privilegia, privilegia práva vaření piva, tzv. právo várečné. Toto právo se vztahovalo pouze na ty, kdo měli uvnitř města svůj dům, tedy na měšťany královského města. Nevztahovalo se na obyvatele bez vlastního domu, ani na živnostníky sice s vlastním domem, ale s podřadnějším řemeslem, například lazebníky. V řadě českých královských měst tak začalo vzkvétat pivovarnictví. Mezi nejstarší české město s právem várečným patří Svitavy – rok založení 1256, Žatec – 1261, České Budějovice – 1265, Znojmo – 1278, (r. 1363 v městských knihách doložen měšťan jménem Hostan), Plzeň – 1295. V Praze byl roku 1305 augustiniánským konventem při kostele sv. Tomáše na Malé Straně založen pivovar s pivnicí stejného jména a roku 1495 další pražský pivovar U Fleků. Česká piva byla ve středověku ceněna jako velmi dobrá.

### Právo mílové a Svatováclavská smlouva
Právo mílové patřilo k výsadám nově založených královských měst. Podle tohoto práva se na vzdálenost jedné míle (asi 10 km) od městských hradeb nesměl vyrábět slad, ani vařit či čepovat žádné cizí pivo. Mílové právo bylo tvrdě hájeno. V roce 1464 například městská rada v Českých Budějovicích poslala rychtáře zlikvidovat všechny pivovary a sladovny do 10 km od hradeb města. Bylo tak zničeno zboží Rožmberků i kláštera ve Vyšším Brodě. Monopol mílového práva platil až do doby vlády krále Vladislava Jagellonského (1490–1516). I když podle historiků už Václav IV., syn Karla IV. toto právo porušoval, neboť si nechával vozit na svůj dvůr svídnické a žitavské pivo, vcelku bylo toto právo dodržováno. Za slabé vlády krále Vladislava Jagellonského se situace změnila. Vladislav Jagellonský povolil šlechtě zakazovat měšťanům používání majetku, který měli zapsaný v zemských deskách. Navíc si šlechta začala budovat ve svých poddanských městech své vlastní pivovary. Na oplátku měšťané počali zakazovat šlechtě nákupy domů v královských městech. Docházelo ke sporům, mnohdy i k otevřeným bojům, které byly řešeny až na panském sněmu. Podle usnesení z roku 1497 rozhodl panovník, že pod pokutou 20 hřiven stříbra se musejí výčepnické domy postavené v posledních 30 letech načerno zrušit. Ani tímto výnosem nebyl dlouholetý spor urovnán. Definitivně byl vyřešen až za vlády dalšího panovníka, krále Ludvíka Jagellonského, který v roce 1517 vydal tzv. Svatováclavskou smlouvu, podle které šlechta též směla vařit svoje pivo, ale nesměla jej o výročních trzích dovážet do měst na prodej. Podle Svatováclavské smlouvy bylo zavedeno tzv. propinační právo. Právo vařit pivo zůstalo vyhrazeno pouze třem stavům: panskému, městskému a duchovnímu. Tohoto práva využila šlechta k budování vlastních panských pivovarů a její poddaní museli kupovat pivo pouze od "své" vrchnosti. Výstavbou panských pivovarů klesl počet městských pivovarů. Městské pivovary totiž ztráceli své tradiční odběratele piva. Další ranou pro počet pivovarů v zemích Koruny české měla bitva na Bílé hoře, po které následovala konfiskace majetků šlechty a následně samozřejmě i třicetiletá válka, která české a nejen české země ekonomicky velmi oslabila. Svatováclavská smlouva platila až do začátku 18. století. Ještě císař Josef II. dekrety z roku 1705 a 1706 obnovil zákaz dovozu „cizího“ piva do měst. Vzhledem k tomu, že tento zákaz byl různými způsoby obcházen, povolil císař již v roce 1708 dovoz piva do měst, a 28. ledna 1788 bylo zrušeno i právo mílové. Dalším dekretem z 29. května 1788 byl povolen dovoz piva do měst odkudkoli. Do konce první poloviny 19. století převládala na českém území výroba svrchně kvašených piv. Názor, že spodní kvašení bylo na české území dovezeno z Bavorska je mylný. V českých zemích se spodně kvašená piva vařila vždy. Hlavně v zimě, kdy byl dostatek ledu nutného pro chlazení a zejména ležení. Žatecký pivovar vařil spodně kvašené pivo zvané „samec“ už v patnáctém století. K rozšíření vaření spodně kvašených piv došlo v českých zemích až po roce 1840, kdy začal vařit tato piva sládek Vojtěch Wanka v pivovaru U Primasů, umístěném mna Koňském trhu, dnešním pražském Václavském náměstí, v domě s popisným číslem 796. Výroba spodně kvašených piv se v českých zemích rychle šířila. Důvodem byla vyšší kvalita piva, které bylo studené, obsahovalo více oxidu uhličitého, tím měla tato piva i větší říz. Nezanedbatelným důvodem byla i delší trvanlivost spodně kvašených piv. Na rozvoj pivovarnictví v českých zemích mělo vliv zrušení nevolnictví v Čechách v roce 1781. To umožnilo přesun pracovních sil z venkova do měst a jistě také měly svůj význam i vynálezy v oboru techniky. Dalším faktorem přispívajícím k rozvoji pivovarnictví v Čechách bylo zrušení propinačního práva Zemským zákonem č. 55 z 30. dubna 1869. Mezníkem pro české i světové pivo bylo založení Měšťanského pivovaru v Plzni roku 1839. Došlo k tomu z důvodu špatné kvality tehdy vařeného plzeňského piva. Plzeňští měšťané proto pozvali stavitele Stelzera a poslali ho na zkušenou do Bavor. Stelzer se vrátil se zkušenostmi a také bavorským sládkem. Pro spodní kvašení piva je nutné chlazení, což v klimatických podmínkách Alp nebyl problém. Byl tam dostatek ledu nejen v zimě, ale ve speciálních prostorech i pro celé léto, a to jak pro pivovary tak pro hostinské. Se stavitelem Stelzerem se vrátil i bavorský sládek Josef Groll, který provedl 25. února 1842 (podle jiných 5. 10. 1842) první várku. Světlé pivo, vyrobené spodním kvašením, větším podílem chmelu a neprokvašením celého podílu extraktu se opravdu podařilo. Lze konstatovat, že zavedením nového typu piva z Měšťanského pivovaru v Plzni začal přerod pivovarnického řemesla v pivovarský a sladovnický průmysl.

### Zajímavost – kdo byl Gambrinus
Původ tohoto jména nemá dosud jednoznačné vysvětlení. Podle historiků existují čtyři verze.
- verze 1

Jedná se o sládka, jménem Gambribus, který sloužil na dvoře císaře Karla Velikého. Císař žil v letech 742–814 a o jeho sládkovi se kromě jména žádné další podrobnosti nezachovaly. V této době se zde už pivo zcela jistě vařilo, doklady lze najít v listinách kláštera v německém městě Fulda. Fulda byla založena 744 sv. Bonifácem, v Čechách a zejména v okolí Chuděnic nazývaným Bolfánek.
- verze 2

Jedná se o brabantského krále Jana I., tedy Jan Primus, zkomoleno na Gambrinus. Tento panovník žil v letech 1251–1294 a snad na prosbu bruselského sladovnického cechu se stal jejich předsedou. Tato teorie je nejrozšířenější. Údajně ji potvrzuje obraz ze 16. století, na které je Jan I. zobrazen ve vladařském obleku, s korunou na hlavě a sklenicí piva v levé ruce. Na spodní části obrazu je napsáno:
„Za živa mne nazývali Gambrinus, byl jsem králem Flander a Brabantska. Poprvé jsem vyrobil z ječmene slad a uvařil pivo. Proto mohou všichni pivovarníci říci, že jejich patronem je král.“ Obraz je pravděpodobně jen výsledkem malířovy fantazie, podobně jako řada jiných pláten zobrazujících historické osoby.
- verze 3

Jedná se o brabantského šlechtice podobného jména, žijícího v 16. století. Ten prý tolik holdoval pivu, že se stal jeho patronem. Tato teorie je málo pravděpodobná.
- verze 4

Jedná se o básnickou licenci, neboť osoba tohoto jména nikdy neexistovala. Tato teorie byl otištěna v Pivovarském kalendáři na rok 2005 panem Stočkem, který uvádí práci německého profesora W. Stawwlera Německé pověry a předsudky. Smyšlená osoba jménem Gambribus byla díky fantazii a básnické licenci autorů obdařena takovými vlastnostmi, že zdomácněla mezi skutečnými historickými osobnostmi.